# テセル島の海戦
テセルの海戦（英：Battle of Texel）、もしくはケイクダインの海戦（蘭：Slag bij Kijkduin）はイングランド・フランス連合とネーデルラント連邦共和国（オランダ）の間で第3次英蘭戦争中の1673年8月21日（ユリウス暦8月11日）に発生した海戦である。この戦いの結果、オランダが英仏艦隊の上陸作戦阻止に成功した。

## 戦闘
1672年に始まった第3次英蘭戦争はイングランド・フランス連合軍がソールベイの海戦とスホーネヴェルトの海戦で連敗を喫した上、親フランスの立場から戦争を始めたチャールズ2世に対するイングランド議会への非難が高まり継続が難しくなった。友軍のはずのフランス海軍もはかばかしい戦果を挙げられず、積極的に行動しなかったり勝手に戦列から離れたりしたため戦力として不安視されていた。
1673年、イングランドはオランダのゼーラント州侵攻を企て、フランスから派遣されたフレデリック・ションベールを指揮官として遠征軍を編成、海軍卿のカンバーランド公ルパートを艦隊司令官として遠征計画を立案したが、オランダ海軍が健在である以上不可能である上、ルパートとションベールの仲も悪く実行出来ずにいた。7月27日に英仏連合艦隊が出撃して29日に兵員輸送船団は一旦グレート・ヤーマスに寄港、連合艦隊はオランダ海軍と遭遇したが、戦闘には至らずオランダ海軍はスホーネヴェルトへ撤退、連合艦隊は北上してテセルに停泊した。
この時ルパートは兵員輸送船団を呼び寄せようと考えたが、嵐に遭遇したせいで不可能となり10日間身動きが取れなかった。一方、オランダは上陸の恐れから警戒態勢に入り、オランダ総督ウィレム3世（後のイングランド王ウィリアム3世）と艦隊司令官ミヒール・デ・ロイテルも出撃してイングランド軍を叩く方針を固め、ロイテルは艦隊を率いて8月13日にテセルへ向かった。
テセルについてからは、しばらく両軍とも嵐で交戦しなかったが、20日に戦端が開かれた。この日自体は風上の位置を奪うべく牽制に終始したが、オランダ艦隊は夜の内に風上を取り、翌21日の明け方に本格的な戦闘が始まった。
イングランド・フランス連合艦隊は戦列艦92隻（イングランド62隻・フランス30隻）、オランダ艦隊は75隻、火船は両方とも30隻だった。連合艦隊は先頭の青色艦隊はスプラッグ、中央の赤色艦隊はルパート、後列の白色艦隊はフランスの軍人ジャン・デストレが指揮を執った。オランダ艦隊は先頭はコルネリス・トロンプ、中央はロイテル、後列はアドリアン・バンケルトが中心となった。
オランダ艦隊はテセルを東にして北上、連合艦隊もオランダ艦隊の西側で同じく北へ進み様子を伺った。先に動いたのはオランダ艦隊で、ロイテルはバンケルト艦隊を分割して一部をフランス艦隊に差し向け、残りと中央艦隊を赤色艦隊にぶつける作戦を取った。この作戦は図に当たり、デストレは少数の敵を追って戦場から離れていった。一方、前列は両軍共に単独で戦闘を開始、互いの旗艦が行動不能になる程の激戦となったが、スプラッグは3隻目の旗艦に乗り移ろうとして移動中に乗ったボートが攻撃され戦死、やがて青色艦隊は西へ引き上げていった。
中央では赤色艦隊がロイテル艦隊とバンケルト艦隊の攻撃で不利な状況に追いやられ、赤色艦隊後列が敵に分断されたこととフランス艦隊が救援に来ないことからオランダ艦隊に包囲された。ルパートは奮戦して壊滅を阻止、反撃を試みたが戦果を挙げられず、夜になると互いに力尽きて戦場から撤退していった。両軍は戦列艦は失っていないが人的被害は大きく、オランダ艦隊は1000人、連合艦隊は2000人が戦死した（火船も数隻消耗している）。戦略的には連合艦隊の侵攻作戦を阻止したオランダが勝者といえた。
戦後フランスの非協力的な態度が問題視され、9月にイングランド海軍は帰国して遠征軍も解散、議会の反フランス感情は強まり貿易再開の望みから反戦論が勢いづき、議会に屈したチャールズ2世は戦争続行を断念、1674年にウェストミンスター条約を結んで英蘭戦争を終わらせた。